# Franciszek Sagan
Franciszek Sagan ps. „Grabik” (ur. 23 marca 1921 w Rudnej Wielkiej, zm. 1 stycznia 2018) – polski uczestnik podziemia niepodległościowego w czasie II wojny światowej, żołnierz Związku Walki Zbrojnej – Armii Krajowej Inspektoratu Rzeszów, powojenny działacz kombatancki, major WP w stanie spoczynku i publicysta.

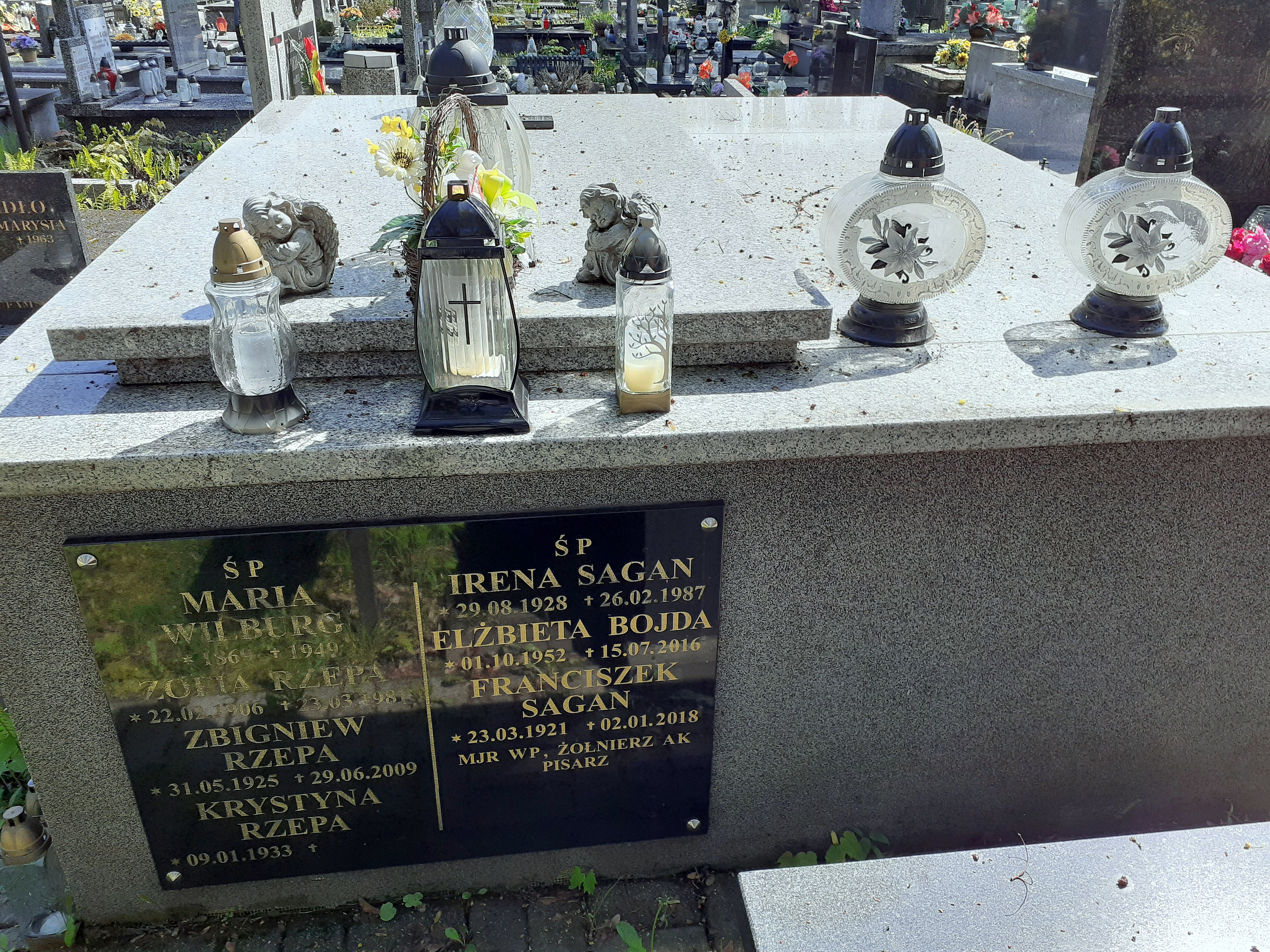
Grobowiec rodzinny Franciszka Sagana

## Życiorys
Od marca 1940 działał w konspiracji jako żołnierz ZWZ w plutonie w Rudnej Wielkiej na terenie placówki Rzeszów–Pobitno. Następnie był żołnierzem grupy dywersyjnej Inspektoratu Rzeszów AK, a w styczniu 1944 ukończył na kurs Szkoły Podchorążych Rezerwy Piechoty, uzyskując stopień kaprala podchorążego. W trakcie akcji „Burza” w lipcu 1944, walczył w składzie III Zgrupowania Zachód na terenie Bratkowic. Po wojnie ukrywał się w Gliwicach i Krakowie, w obawie przed ewentualnymi represjami lub aresztowaniem ze strony funkcjonariuszy MBP. Ukończył studia na Akademii Górniczo-Hutniczej w Krakowie i pracował jako inżynier budownictwa w Rzeszowie. Był aktywnym działaczem kombatanckim, współzałożycielem, sekretarzem oraz wieloletnim prezesem Koła nr 2 Światowego Związku Żołnierzy Armii Krajowej w Rzeszowie. 23 października 2017 został wyróżniony przez prezesa Instytutu Pamięci Narodowej dr. Jarosława Szarka – Nagrodą Honorową „Świadek Historii”.
Zmarł 1 stycznia 2018 i pochowany na cmentarzu Pobitno w Rzeszowie.

## Wybrana bibliografia autorska
- Inspektorat Rejonowy ZWZ-AK Rzeszów („RS Druk”, Rzeszów, 2005; ISBN 83-922029-1-0; wspólnie z Józefem Niedzielą)
- Podokręg Armii Krajowej Rzeszów: Okręg ZWZ-AK Kraków (Resprint, Rzeszów, 2009; ISBN 978-83-60942-48-2)
- ZWZ-AK Obwód Rzeszów 1939–1945 (Oficyna Wydawnicza Politechniki Rzeszowskiej, Rzeszów, 2001; ISBN 83-7199-158-4)
- Żołnierze w sutannach : kapelani Armii Krajowej Podokręgu Rzeszów (Bonus Liber, Rzeszów, 2011; ISBN 978-83-62488-59-9)

## Odznaczenia
- Krzyż Kawalerski Orderu Odrodzenia Polski[2],
- Krzyż Armii Krajowej[2],
- Krzyż Partyzancki[2]